# حاتم الطرابلسي
حاتم الطرابلسي (مواليد 25 يناير 1977) هو لاعب كرة قدم تونسي سابق كان يشغل مركز ظهير أيمن. بدأ مسيرته في فريق النادي الرياضي الصفاقسي الذي تكوّن فيه وتدرج فيه إلى صنف الأكابر. ثم احترف في نادي أياكس أمستردام بصفقة كانت الأغلى في تاريخ لاعبي تونس، وذلك سنة 2001. قضى في نادي أجاكس 5 سنوات كان خلال معظمها نجما ولاعبا أساسيّا، وقد رغبت عدّة أندية أوروبية في انتدابه، إلاّ أنّ إصابة مزمنة في ركبته حالت دون انضمامه إلى ناد أوروبي كبير. ثم انتقل إلى نادي مانشستر سيتي في 2006. قام بتمثيل المنتخب الوطني التونسي بين سنتي 1998 و2006، فشارك معه في كؤوس العالم لسنوات 1998، 2002 و2006 ونال معه كأس الأمم الأفريقية الوحيدة لتونس في 2004. وكان من أبرز اللاّعبين الذين عرفهم المنتخب التونسي في مركزه. وقد اعتزل كرة القدم نهائيا سنة 2007. ليبدأ مشوارا جديدا غي عالم التحليل الرياضي كمحلل في بي إن سبورتس.

## المسيرة

### مسيرة الأندية
نشأ الطرابلسي في صفاقس، وبدأ مسيرته الكروية مع النادي الرياضي الصفاقسي في مسقط رأسه، حيث لعب في البداية كمهاجم.  أدت أزمة الإصابات في النادي الصفاقسي إلى لعب حاتم كظهير مؤقت، مما أدى إلى تحوله إلى الدفاع وأصبح الظهير الأيمن للفريق. في عام 2001، انتقل الطرابلسي إلى أوروبا وتعاقد مع نادي أياكس أمستردام الهولندي.
خلال التحضير لموسم 2004 ، تم منح حاتم فترة تجريبية في آرسنال من قبل أرسين فينغر. على ما يبدو، أثار إعجاب المدفعجية وتمت الاتفاق بين أياكس والأبطال الإنكليز آنذاك. مع اقتراب موعد الميركاتو، حتى أن لعبة برو إيفوليوشن سوكر 4 وضعت اللاعب في نادي الآرسنال. ومع ذلك، وبسبب أسباب شخصية، لم يوقع الطرابلسي بشكل كامل مع أرسنال وسرعان ما عاد إلى فريقه أياكس.
في عام 2006، تم ربط حاتم في موسم الانتقالات إلى العديد من النوادي الإنجليزية، وفي النهاية انضمّ إلى مانشستر سيتي في 10 أغسطس. منعته الإصابات ومشاكل العمل  من الظهور لأول مرة حتى شهر من بداية الموسم، وكانت أول مباراة له كبديل أمام نادي ريدينغ في 11 سبتمبر.

وسجل أول أهدافه مع مانشستر سيتي ضد مانشستر يونايتد بتسديدة بالقدم اليسرى ليسجل الهدف على أدوين فان در سار. مانشستر سيتي خسر المباراة 3–1.  وفقد الطرابلسي مكانه في الظهير الأيمن إلى ميكاه ريتشاردز ونيدوم أونوها. لم يلعب الطرابلسي مباراة أخرى بعد فوز السيتزنز 1–0 على نيوكاسل يونايتد في مارس، وتم تسريحه في نهاية الموسم.

### المنتخب التونسي
قدّم الطرابلسي أول مباراة دولية له في مايو 1998 ، قبل وقت قصير من نهائيات كأس العالم 1998.  كما لعب في جميع مباريات تونس في كأس العالم 2002 وكأس العالم 2006، وكذلك كأس الأمم الأفريقية 2004 التي فازت تونس بها. بعد إقصاء تونس من نهائيات كأس العالم 2006 بعد هزيمة 1–0 أمام أوكرانيا، أعلن الطرابلسي اعتزاله كرة القدم الدولية عن عمر يناهز 29، مع 61 مباراة دولية وهدف واحد. سجل هدفه الوحيد للمنتخب الوطني في عام 2006 في مباراة ودية ضد غانا. 

## أسلوب اللعب
تم وصف الطرابلسي بأنه اللاعب النجم التونسي في الفترة التي سبقت كأس العالم 2006. عادة ما ينظر إلى صفاته القوية على أنه سرعته وخفة حركته،  على الرغم من أن النقاد شكّوا في بعض الأحيان في التزامه.

## الإنجازات

### النادي
النادي الرياضي الصفاقسي
- بطل كأس الاتحاد الأفريقي للأندية: 1998
- بطل كأس العرب للأندية الأبطال: 2000

أياكس أمستردام
- بطل الدوري الهولندي الممتاز: 2001–02، 2003–04
- بطل كأس هولندا: 2001–02، 2005–06
- بطل كأس السوبر الهولندي: 2002، 2005

### المنتخب
- كأس الأمم الأفريقية: 2004

## أوسمة وجوائز
- وسام الاستحقاق الوطني (تونس): 2003 [12]

## روابط خارجية
حاتم الطرابلسي على موقع الاتحاد الدولي (مؤرشف)  (الإنجليزية)
- حاتم الطرابلسي على موقع الاتحاد الأوربي (الإنجليزية)
- حاتم الطرابلسي على موقع قاعدة بيانات كرة القدم.إي يو (الإنجليزية)
- حاتم الطرابلسي على موقع ناشيونال فوتبول تيمز (الإنجليزية)
- حاتم الطرابلسي على موقع Soccerbase.com (لاعب) (الإنجليزية)
- حاتم الطرابلسي على موقع عالم كرة القدم.نت (الإنجليزية)
- حاتم الطرابلسي على موقع كووورة